# Marlín Viveros
Marlín Viveros (25 de septiembre de 1995) es una deportista ecuatoriana que compite en judo. Ganó una medalla de bronce en el Campeonato Panamericano de Judo de 2014 en la categoría de +78 kg.

## Palmarés internacional
| Campeonato Panamericano | Campeonato Panamericano | Campeonato Panamericano | Campeonato Panamericano |
| Año                     | Lugar                   | Medalla                 | Categoría               |
| ----------------------- | ----------------------- | ----------------------- | ----------------------- |
| 2014                    | Guayaquil (Ecuador)     | Medalla de bronce       | +78 kg                  |